# MTK Budapest FC
Der MTK Budapest FC ist die Fußballabteilung des Sportvereins MTK Budapest aus der ungarischen Hauptstadt Budapest. Der 1888 als Magyar Testgyakorlók Köre (deutsch Kreis ungarischer Körperertüchtiger) gegründete Traditionsverein gilt mit 23 Landesmeisterschaften und 12 Pokalsiegen als zweiterfolgreichster Verein des ungarischen Fußballs nach Ferencváros Budapest. Als Budapesti Vörös Lobogó war der MTK 1956 der erste Europapokalteilnehmer aus Ungarn. Die Vereinsfarben sind Blau-Weiß.

## Geschichte
Der Verein wurde am 16. November 1888 unter dem Namen MTK Budapest von Mitgliedern der Bourgeoisie und des Judentums gegründet. Turnen und Fechten standen anfangs am Vordergrund. Die Fußballabteilung wurde 1901 aus der Taufe gehoben. Im Jahre 1904 wurde der Verein erstmals ungarischer Meister. Im Jahre 1905 wurde Alfréd Brüll, ein wohlhabender Unternehmer, Präsident der bis zu den Judensäuberungen im Zusammenhang mit dem Faschismus und der Auflösung des Vereins 1940 im Amt blieb. Unter seiner Leitung sollte der Verein den Sport in Ungarn dominieren und 14 weitere Meisterschaften sowie sieben Pokalsiege erringen.
Vor allem Torwart László Domonkos und Gyula Bíró sowie Izidor Kürschner und Ferenc Nagy zählten zu den hauptsächlichen Akteuren der ersten Erfolge. 1914 und 1915 schlossen sich der ungarische Rekordtorschütze Imre Schlosser und der aufstrebende junge Star Alfréd Schaffer dem MTK an. 1916 wurde der große englische Fußballpionier Jimmy Hogan Trainer des Vereins. Zu seinen Entdeckungen gehörten zwei junge Spieler, die zu den stärksten ihrer Zeit werden sollten, nämlich György Orth und József Braun. Hogan baute eine Mannschaft nach seinen Vorstellungen auf und legte die Grundlagen für die nachhaltige Dominanz von MTK im ungarischen Fußball. Auf dem Weg zu den Meistertiteln 1917 und 1918 erlitt seine Mannschaft eine einzige Niederlage.
Bereits wenige Jahre nach der Wiedergründung des MTK Budapest 1945 kehrte der Verein zu alter Stärke zurück. In den 1950er Jahren wurde MTK drei Mal Meister und auch einmal Pokalsieger. 1955 nahm MTK unter dem Namen Vörös Lobogó („Rotes Banner“) als erster ungarischer Verein am Europapokal der Landesmeister teil. Mit Nándor Hidegkuti, Mihály Lantos und József Zakariás gehörten drei MTK-Spieler zur Aranycsapat, der Goldenen Mannschaft Ungarns, die von 1952 bis zum ungarischen Volksaufstand 1956 weltweit für Furore sorgte.
Weitere Erfolge nach dem Krieg waren die Siege im Mitropapokal 1955 und 1963 und der Einzug in das Finale des Europapokal der Pokalsieger 1964. Nach einem 3:3-Unentschieden mussten sich die Budapester mit in einem Entscheidungsspiel Sporting Lissabon mit 0-1 geschlagen geben. Zudem gewann der MTK 1968 den Pokal.
Vor allem der Budapest Honvéd FC aber auch Vasas und Újpest und der Erzrivale Ferencvárosi TC dominierten das Geschehen im Allgemeinen.
Erst 1987 gewann MTK wieder einen Meistertitel. Seither sind noch vier weitere Meisterschaften sowie drei Erfolge im Pokal hinzugekommen.
In der Saison 2010/11 stieg der Verein als Tabellenvorletzter in die zweite Spielklasse ab, schaffte jedoch den direkten Wiederaufstieg.

## Spielstätte
Die Heimstätte des MTK Budapest war bis 2014 das alte Nándor-Hidegkuti-Stadion. Es lag im VIII. Bezirk und bot zum Schluss 12.700 Zuschauer Platz. Die UEFA ließ aber nur 5.515 Zuschauer zu Spielen zu. Das Stadion wurde 1912 erbaut und trug früher den Namen Hungaria-körúti-Stadion. Nachdem es im Zweiten Weltkrieg zerstört worden war, wurde es 1947 wiederaufgebaut. Seit 2002 ist das Stadion nach dem früheren ungarischen Nationalspieler Nándor Hidegkuti benannt.
Am 13. Oktober 2016 wurde das neue Hidegkuti-Nándor-Stadion mit 5.014 Plätzen eingeweiht. In der Umbauzeit trug der MTK seine Heimspiele im Bozsik-József-Stadion von Honvéd Budapest aus.

## Namensänderungen
- 1888–1926: Magyar Testgyakorlók Köre (nachfolgend abgekürzt zu MTK)
- 1926–1940: Hungária MTK FC
- 1945–1950: MTK
- 1950–1951: Budapesti Textiles Sport Egyesület
- 1951–1953: Budapesti Bástya Sport Egyesület
- 1953–1956: Budapesti Vörös Lobogó Sport Egyesület
- 1956–1975: MTK
- 1975–1990: MTK-Vörös Meteor Sport Kör
- 1990–1995: MTK
- 1995–1998: MTK FC
- 1998–2003: MTK Hungária FC
- Seit 2003: MTK Budapest FC; der Frauenfußball hat den früheren Namen MTK Hungária FC beibehalten.[2]

## Titel und Erfolge
- Ungarischer Meister (23): 1904, 1907/08, 1913/14, 1916/17, 1917/18, 1918/19, 1919/20, 1920/21, 1921/22, 1922/23, 1923/24, 1924/25, 1928/29, 1935/36, 1936/37, 1951, 1953, 1957/58, 1986/87, 1996/97, 1998/99, 2002/03, 2007/08
- Ungarischer Pokalsieger (12): 1909/10, 1910/11, 1911/12, 1913/14, 1922/23, 1924/25, 1931/32, 1951/52, 1968, 1996/97, 1997/98, 1999/2000
- Ungarischer Supercupsieger (3): 1997, 2003, 2008
- Mitropacupsieger (2): 1955, 1963
- Europapokal-der-Pokalsieger-Finalist: 1963/64

## Spieler
- Jenő Károly (1903–1910)
- Izidor Kürschner (1903–1913)
- Alfréd Schaffer (1914–1919, 1923)
- Imre Schlosser (1916–1922)
- Gyula Feldmann (1917–1920, 1921–1922)
- Gyula Mándi (1919–1937)
- Leó Weisz (1920–1925)
- Gusztáv Sebes (1927–1940, 1945)
- Árpád Fazekas (19??–1948) Jugend, (1955–1956) Spieler
- Nándor Hidegkuti (1945–1958)
- Mihály Lantos (1948–1961)
- Péter Palotás (1950–1959)
- József Zakariás (1951–1956)

## Trainer
| - Sándor Kertész (1903–1907) - Hugó Szüsz (1907–1911) - John Tait Robertson (1911–1913) - Jimmy Hogan (1916–1918) - Herbert Burgess (1921–1922) - Antal Frontz (1922–1925) - Jimmy Hogan (1. Dezember 1925 – 30. Juni 1927) - György Orth (1927) - Gyula Feldmann (1927–1928) - Béla Révész (1928–1930) - Billy Hibbert (1930–1931) - Imre Senkey (1931–1935) - Alfréd Schaffer (1. Juli 1933 – 30. Juni 1934; 1. Juli 1935 – 30. Juni 1937) - József Braun (1937–1939) - Gyula Feldmann (1939–1940) - Zoltán Vágó (1945) - Károly Csapkay (1946) - Zoltán Vágó (1946) - Pál Titkos (1946–1947) - Márton Bukovi (1947–1954) - Tibor Kemény (1. Januar 1955 – 31. Dezember 1955) - Béla Volentik (1956–1957) - Márton Bukovi (1957–1959) - Nándor Hidegkuti (1959–1960) - Gyula Szűcs (1. Januar 1960 – 30. Juni 1962) - Imre Kovács (1962–1964) - Béla Volentik (191964) - Károly Lakat (1965–1966) - Nándor Hidegkuti (1967–1968) - Ferenc Kovács (1968–1969) - Tibor Palicskó (1970–1972) - János Bencsik (1972) - Géza Kalocsay (1. Juli 1972 – 30. Juni 1974) | - Imre Kovács (1974–1975) - Mihály Keszthelyi (1975–1977) - György Mezey (1977–1980) - Antal Szentmihályi (1980) - László Szarvas (1980–1981) - László Sárosi (1982–1983) - Tibor Palicskó (1983–1984) - György Makai (1984–1985) - József Both (1985–1986) - József Verebes (1986–1992) - Imre Gellei (1992–1993) - Sándor Popovics (1993–1994) - Bertalan Bicskei (1995–1996) - István Kisteleki (1995–1996) - Imre Garaba (1996–1997) - József Garami (1. Juli 1996 – 30. Juni 1998) - Sándor Egervári (1. Juli 1998 – 30. Juni 1999) - Henk ten Cate (1. Juli 1999 – 30. Juni 2000) - Gábor Pölöskei (1. Juli 2000 – 30. Juni 2001) - György Bognár (2001–2002) - Sándor Egervári (1. Juli 2002 – 30. Juni 2004) - József Garami (1. Juli 2004–2015) - Csaba László (2015–2016) - Teodoru Vaszilisz (2016) - Zsolt Tamási (2016–2017) - Tamás Feczkó (2017–2019) - Tamás Lucsánszky (2019) - Michael Boris (2019-2021) - Giovanni Costantino (2021) - Gábor Márton (2021–2022) - Dávid Horváth (2022) - György Bognár (2022-…) |

## Andere Sportarten
Die Schachabteilung des Vereins nahm zwischen 1979 und 1990 fünfmal an Europapokal der Vereinsmannschaften, dem European Club Cup, teil.
Die Eishockeyabteilung des Vereins nahm in der zweiten Hälfte der 1940er Jahre an der Ungarischen Eishockeyliga teil und gewann die Ungarische Meisterschaft zwischen 1947 und 1949 dreimal in Folge. 1951 wurde der Spielbetrieb eingestellt.
Die Tennisabteilung gewann in der ungarischen Szuperliga 2014 den Titel.